# Acronicta graefii
Acronicta graefii är en fjärilsart som beskrevs av Augustus Radcliffe Grote 1863. Acronicta graefii ingår i släktet Acronicta och familjen nattflyn. Inga underarter finns listade i Catalogue of Life.